# Amortem
Amortem è il quarto album in studio del gruppo industrial metal finlandese Ruoska, pubblicato nel 2006.

## Tracce
1. Intro – 1:55
2. Amortem – 5:02
3. Pure minua – 4:09
4. Taivas palaa – 4:21
5. Järvet jäihin jää – 4:45
6. Sika – 3:44
7. Viiden tähden helvetti – 3:27
8. Mies yli laidan – 3:32
9. Tuonen orjat – 4:21
10. Alasin – 4:23
11. Kesä tulla saa – 4:23

## Formazione
- Patrik Mennander - voce
- Anssi Auvinen - chitarra
- Kai Ahvenranta - chitarra
- Mika Kamppi - basso
- Sami Karppinen - batteria